# Густав Андерс Ліндберг
Густав Андерс Ліндберг (швед. Gustaf Anders Lindberg) — шведський ботанік. Автор ботанічних таксонів. У 1854—1855 роках брав участь в експедиції до Бразилії. Там зібрав колекцію рослин. Займався переважно вивченням кактусів. Також відомий як художник. Крім численних ботанічних замальовок, він створив низку екслібрисів для шведської знаті.